# Осадка (округ Дольни Кубін)
Оса́дка (словац. Osádka) — село в окрузі Дольни Кубін Жилінського краю Словаччини. Площа села 4,08 км². Станом на 31 грудня 2015 року в селі проживало 142 жителів. Протікає Лештінски поток (Leštinský potok).

## Історія
Перші згадки про село датуються 1381 роком.

## Географія
Протікає річка Пуцов.

## Населення
| Рік:            | 1994. | 2004.    | 2014.   | 2024.    |
| --------------- | ----- | -------- | ------- | -------- |
| Кількість осіб: | 157   | 140      | 141     | 175      |
| Різниця:        |       | -10,82 % | +0,71 % | +24,11 % |

| Рік:            | 2023. | 2024.   |
| --------------- | ----- | ------- |
| Кількість осіб: | 176   | 175     |
| Різниця:        |       | -0,56 % |